# Sedum argunense
Sedum argunense är en fetbladsväxtart som beskrevs av A.I. Galushko. Sedum argunense ingår i Fetknoppssläktet som ingår i familjen fetbladsväxter. Inga underarter finns listade i Catalogue of Life.